# Polkovnik Jeleazovo, Kărdjali
Polkovnik Jeleazovo (în bulgară Полковник Желязово) este un sat în comuna Krumovgrad, regiunea Kărdjali, Bulgaria. 

## Demografie
Componența etnică a satului Polkovnik Jeleazovo
     Turci (50,91%)
     Nicio identificare (29,78%)
     Bulgari (15,47%)
     Romi (0%)
     Altele (3,82%)
La recensământul din 2011, populația satului Polkovnik Jeleazovo era de 601 locuitori. Din punct de vedere etnic, majoritatea locuitorilor (50,91%) erau turci, cu o minoritate de bulgari (15,47%). Pentru 29,78% din locuitori nu este cunoscută apartenența etnică.